# العلاقات البرتغالية المصرية
العلاقات البرتغالية المصرية هي العلاقات الثنائية التي تجمع بين البرتغال ومصر.

## مقارنة بين البلدين
هذه مقارنة عامة ومرجعية للدولتين:
| وجه المقارنة                                              | البرتغال                                                  | مصر           |
| --------------------------------------------------------- | --------------------------------------------------------- | ------------- |
| المساحة (كم2)                                             | 92.21 ألف                                                 | 1.01 مليون    |
| عدد السكان (نسمة)                                         | 10.60 مليون                                               | 94.80 مليون   |
| الكثافة السكانية (ن./كم²)                                 | 114.95                                                    | 93.86         |
| العاصمة                                                   | لشبونة                                                    | القاهرة       |
| اللغة الرسمية                                             | اللغة البرتغالية، اللغة الميراندية                        | اللغة العربية |
| العملة                                                    | يورو، اسكودو برتغالي                                      | جنيه مصري     |
| الناتج المحلي الإجمالي (بليون دولار)                      | 217.57 مليار                                              | 235.37 مليار  |
| الناتج المحلي الإجمالي (تعادل القوة الشرائية) بليون دولار | 307.82 مليار                                              | 998.67 مليار  |
| الناتج المحلي الإجمالي الاسمي للفرد دولار أمريكي          | 19.22 ألف                                                 | 3.61 ألف      |
| الناتج المحلي الإجمالي للفرد دولار أمريكي                 | 28.76 ألف                                                 |               |
| مؤشر التنمية البشرية                                      | 0.830                                                     | 0.690         |
| رمز المكالمات الدولي                                      | +351                                                      | +20           |
| رمز الإنترنت                                              | .pt                                                       | .eg، .مصر     |
| المنطقة الزمنية                                           | توقيت غرب أوروبا، توقيت غرب أوروبا الصيفي، أوروبا/لشبونة ‏ | ت ع م+02:00   |

## منظمات دولية مشتركة
يشترك البلدان في عضوية مجموعة من المنظمات الدولية، منها:
| علم المنظمة | اسم المنظمة                               | تاريخ انضمام البرتغال | تاريخ انضمام مصر |
| ----------- | ----------------------------------------- | --------------------- | ---------------- |
|             | مؤسسة التنمية الدولية                     | 29 ديسمبر 1992        | 26 أكتوبر 1960   |
|             | يونسكو                                    | 11 مارس 1965          | 22 يناير 1947    |
|             | وكالة ضمان الاستثمار متعدد الأطراف        | 6 يونيو 1988          | 12 أبريل 1988    |
|             | الأمم المتحدة                             | 14 ديسمبر 1955        | 24 أكتوبر 1945   |
|             | الفريق المعني برصد الأرض                  | ?                     | فبراير 2005      |
|             | الاتحاد البريدي العالمي                   | ?                     | ?                |
|             | البنك الدولي للإنشاء والتعمير             | 29 مارس 1961          | 27 ديسمبر 1945   |
|             | المنظمة الهيدروغرافية الدولية             | ?                     | 21 يونيو 1921    |
|             | الاتحاد الدولي للاتصالات                  | 1866                  | 9 ديسمبر 1876    |
|             | مؤسسة التمويل الدولية                     | 8 يوليو 1966          | 20 يوليو 1956    |
|             | المركز الدولي لتسوية المنازعات الاستشارية | 1 أغسطس 1984          | 2 يونيو 1972     |
|             | منظمة التجارة العالمية                    | ?                     | 30 يونيو 1995    |
|             | منظمة الشرطة الجنائية الدولية             | ?                     | 7 سبتمبر 1923    |
|             | البنك الإفريقي للتنمية                    | ?                     | 10 سبتمبر 1964   |

## وصلات خارجية
- موقع وزارة الخارجية البرتغالية
- موقع وزارة الخارجية المصرية